# منطقة باش قلعة الريفية
منطقة باش قلعة الريفية (بالفارسية: دهستان باش‌قلعه) هي أحد المناطق الريفية التابعة للناحية المركزية، مقاطعة أرومية، محافظة أذربيجان الغربية، إيران، وعاصمتها هي يورقون أباد عليا، وأكبر قراها هي توبراق قلعة. تضم 47 قرية، ويبلغ عدد سكانها 10043 نسمة حسب إحصاء 2016.